# Poule d'Essai des Poulains
Groupe I
La Poule d'Essai des Poulains est une course hippique de plat se déroulant au mois de mai sur l'hippodrome de Longchamp. 
C'est une course de Groupe I réservée aux poulains de 3 ans, disputée sur les 1 600 mètres de la grande piste et dotée d'une allocation de 600 000 €. C'est l'équivalent français des 2000 Guinées anglaises et irlandaises. 

## Historique
La première édition eut lieu en 1883, tout comme pour la Poule d'Essai des Pouliches, son équivalent pour les pouliches. Auparavant, les poulains et pouliches couraient dans une même course, la Poule d'Essai, courue dès 1840 sur le Champ de Mars à Paris, puis sur l'hippodrome de Longchamp, à partir de 1857. 
La Poule d'Essai des Poulains constitue le premier volet du triptyque classique pour les mâles, avec le Prix du Jockey-Club et le Grand Prix de Paris. Un seul cheval dans l'histoire est parvenu à remporter ces trois courses sur une distance croissante (1 600 m, 2 400 m, 3 000 m) : Perth, en 1899. Seuls cinq poulains ont réussi le doublé Poule d'Essai / Jockey-Club, quand celui-ci se courait sur 2 400 m :  Heaume (1890), Perth (1899), Retz (1902), Dagor (1913), Right Royal (1961). Depuis que la distance du Jockey-Club a été réduite à 2 100 mètres en 2005, faire le doublé avec la Poule d'Essai est devenu plus aisé, et quatre chevaux y sont parvenus : Shamardal (2005), Lope de Vega (2010), Brametot (2017) et St Mark's Basilica (2021)
Edmond Blanc et le Prince Karim Aga Khan sont les propriétaires les plus titrés dans la course, avec huit victoires chacun. Le premier a vu ses couleurs l'emporter avec Arreau (1896), Governor (1900), Vinicius (1903), Gouvernant (1904), Val d’Or (1905), Ouadi Halfa (1907), Lord Burgoyne (1911) et Dagor (1913). Le second avec Buisson Ardent (1956), Zeddaan (1968), Kalamoun (1973), Blushing Groom (1977), Nishapour (1978), Ashkalani (1996), Daylami (1997) et Sendawar (1999).
Robert Denman est l'entraîneur qui a remporté le plus de Poule d'Essai, comptant onze succès avec Regain (1883), Archiduc (1884), Vinicius (1903), Gouvernant (1904), Val d’Or (1905), Ouadi Halfa (1907), Lord Burgoyne (1911), Dagor (1913), Le Traquet (1921), Sir Gallahad (1923) et Astérus (1926). À l'ère moderne, c'est François Mathet qui s'est imposé le plus souvent avec Tantième (1950), Relko (1963), Zeddaan (1968), Kalamoun (1973), Blushing Groom (1977), Nishapour (1978), et Melyno (1982).
Freddy Head est quant à lui le jockey le plus titré, avec six victoires : Green Dancer (1975), Red Lord (1976), Blushing John (1988), Linamix (1990), Hector Protector (1991) et Shanghai (1992).
En 2013, l'augmentation de l'allocation à 550 000 € permet à cette épreuve d'être la troisième course la plus richement dotée sur le mile après les Queen Elizabeth II Stakes (£ 1 100 000), à Ascot et le Prix Jacques Le Marois (600 000 €), à Deauville. La dotation est encore augmentée en 2017, à 600 000 €. 
En 2016, l'épreuve est disputée exceptionnellement à Deauville sur un parcours en ligne droite, à cause des travaux de l'hippodrome de Longchamp. En mai 2017, l'épreuve a également lieu sur l'hippodrome deauvillais.
Le record de l'épreuve appartient à l'Irlandais Henri Matisse avec un temps de 1'33"91 en 2025, qui est aussi le record du parcours à Longchamp.

## Palmarès depuis 1970
| Année | Vainqueur          | Pays        | Père               | Jockey                | Entraîneur             | Propriétaire                      | Deuxième           | Troisième        | Temps   |
| ----- | ------------------ | ----------- | ------------------ | --------------------- | ---------------------- | --------------------------------- | ------------------ | ---------------- | ------- |
| 2025  | Henri Matisse      | Irlande     | Wootton Bassett    | Ryan Moore            | Aidan O'Brien          | D. Smith, S. Magnier & M. Tabor   | Jonquil            | Camille Pissarro | 1'33"91 |
| 2024  | Metropolitan       | France      | Zarak              | Alexis Pouchin        | Mario Baratti          | Peter. Bradley & Scuderia Scolari | Dancing Gemini     | Alcantor         | 1'37"84 |
| 2023  | Marhaba Ya Sanafi  | France      | Muhaarar           | Mickaël Barzalona     | Andreas Schutz         | Jaber Abdullah                    | Isaac Shelby       | Breizh Sky       | 1'38"56 |
| 2022  | Modern Games       | Royaume-Uni | Dubawi             | William Buick         | Charlie Appleby        | Godolphin                         | Texas              | Tribalist        | 1'34"98 |
| 2021  | St Mark's Basilica | Irlande     | Siyouni            | Ioritz Mendizabal     | Aidan O'Brien          | D. Smith, S. Magnier & M. Tabor   | Colosseo           | Breizh Eagle     | 1'40"16 |
| 2020  | Victor Ludorum     | France      | Shamardal          | Mickaël Barzalona     | André Fabre            | Godolphin                         | The Summit         | Alson            | 1'34"14 |
| 2019  | Persian King       | France      | Kingman            | Pierre-Charles Boudot | André Fabre            | Ballymore & Godolphin             | Shaman             | San Donato       | 1'38"98 |
| 2018  | Olmedo             | France      | Declaration of War | Cristian Demuro       | Jean-Claude Rouget     | A.Caro & G. Augustin-Normand      | Hey Gaman          | Dice Roll        | 1'37"72 |
| 2017  | Brametot           | France      | Rajsaman           | Cristian Demuro       | Jean-Claude Rouget     | Al Shaqab Racing                  | Le Brivido         | Rivet            | 1'36"82 |
| 2016  | The Gurkha         | Irlande     | Galileo            | Ryan Moore            | Aidan O'Brien          | D. Smith, S. Magnier & M. Tabor   | First Selection    | Dicton           | 1'36"97 |
| 2015  | Make Believe       | France      | Makfi              | Olivier Peslier       | André Fabre            | Prince A. Faisal                  | New Bay            | Mr Owen          | 1'36"85 |
| 2014  | Karakontie         | France      | Bernstein          | Stéphane Pasquier     | Jonathan Pease         | Écurie Niarchos                   | Prestige Vendôme   | Pornichet        | 1'41"06 |
| 2013  | Style Vendôme      | France      | Anabaa             | Thierry Tulliez       | Nicolas Clément        | Comte André de Ganay              | Dastarhon          | Intello          | 1'34"68 |
| 2012  | Lucayan            | France      | Turtle Bowl        | Stéphane Pasquier     | François Rohaut        | Ahmed Mouknass                    | Veneto             | Furners Green    | 1'37"11 |
| 2011  | Tin Horse          | France      | Sakhee             | Thierry Jarnet        | Didier Guillemin       | Marquise de Moratalla             | Havane Smoker      | Venomous         | 1'36"33 |
| 2010  | Lope de Vega       | France      | Shamardal          | Maxime Guyon          | André Fabre            | Gestüt Ammerland                  | Dick Turpin        | Shamalgan        | 1’36"10 |
| 2009  | Silver Frost       | France      | Verglas            | Christophe Soumillon  | Yves de Nicolay        | J.-D. Cotton                      | Le Havre           | Westphalia       | 1’35"43 |
| 2008  | Falco              | France      | Pivotal            | Olivier Peslier       | Carlos Laffon-Parias   | Wertheimer & Frère                | Rio de la Plata    | River Proud      | 1’35"60 |
| 2007  | Astronomer Royal   | Irlande     | Danzig             | C.O'Donoghue          | Aidan O'Brien          | D. Smith, S. Magnier & M. Tabor   | Creachadoir        | Honoured Guest   | 1’37"10 |
| 2006  | Aussie Rules       | Irlande     | Danehill           | Kieren Fallon         | Aidan O'Brien          | S. Magnier & M. Tabor             | Marcus Andronicus  | Stormy River     | 1'37"00 |
| 2005  | Shamardal          | Royaume-Uni | Giant's Causeway   | Lanfranco Dettori     | Saeed Bin Suroor       | Godolphin                         | Indesatchel        | Gharir           | 1'39"20 |
| 2004  | American Post      | France      | Bering             | Richard Hughes        | Christiane Head-Maarek | Khalid Abdullah                   | Diamond Green      | Byron            | 1'36"50 |
| 2003  | Clodovil           | France      | Danehill           | Christophe Soumillon  | André Fabre            | Famille Lagardère                 | Catcher in the Rye | Krataios         | 1'36"40 |
| 2002  | Landseer           | Irlande     | Danehill           | Michael Kinane        | Aidan O'Brien          | D. Smith, S. Magnier & M. Tabor   | Medecis            | Bowman           | 1'36"80 |
| 2001  | Vahorimix          | France      | Linamix            | Christophe Soumillon  | André Fabre            | Jean-Luc Lagardère                | Clearing           | Denon            | 1'39"40 |
| 2000  | Bachir             | Royaume-Uni | Desert Style       | Lanfranco Dettori     | Saeed Bin Suroor       | Godolphin                         | Berine's Son       | Valentino        | 1'39"40 |
| 1999  | Sendawar           | France      | Priolo             | Gérald Mossé          | Alain de Royer-Dupré   | S.A. Aga Khan                     | Dansili            | Kingsalsa        | 1'36"20 |
| 1998  | Victory Note       | Royaume-Uni | Fairy King         | John A Reid           | Peter Chapple-Hyam     | Coolmore & Sangster               | Muhtathir          | Desert Prince    | 1'34"50 |
| 1997  | Daylami            | France      | Doyoun             | Gérald Mossé          | Alain de Royer-Dupré   | S.A. Aga Khan                     | Loup Sauvage       | Visionary        | 1’42"60 |
| 1996  | Ashkalani          | France      | Soviet Star        | Gérald Mossé          | Alain de Royer-Dupré   | S.A. Aga Khan                     | Spinning World     | Tagula           | 1’37"60 |
| 1995  | Vettori            | France      | Machiavellian      | Frankie Dettori       | Saeed bin Suroor       | Godolphin                         | Atticus            | Petit Poucet     | 1’40"40 |
| 1994  | Green Tune         | France      | Green Dancer       | Olivier Doleuze       | Christiane Head-Maarek | Wertheimer & Frère                | Turtle Island      | Psychobabble     | 1’37"40 |
| 1993  | Kingmambo          | France      | Mr. Prospector     | Cash Asmussen         | François Boutin        | Stávros Niárchos                  | Bin Ajwaad         | Hudo             | 1’39"10 |
| 1992  | Shanghai           | France      | Procida            | Freddy Head           | François Boutin        | Stávros Niárchos                  | Rainbow Corner     | Lion Cavern      | 1’38"20 |
| 1991  | Hector Protector   | France      | Woodman            | Freddy Head           | François Boutin        | Stávros Niárchos                  | Acteur Français    | Sapieha          | 1’37"60 |
| 1990  | Linamix            | France      | Mendez             | Freddy Head           | François Boutin        | Jean-Luc Lagardère                | Zoman              | Funambule        | 1’35"90 |
| 1989  | Kendor             | France      | Kenmare            | Maurice Philipperon   | Raymond Touflan        | Adolphe Bader                     | Goldneyev          | Ocean Falls      | 1’36"10 |
| 1988  | Blushing John      | France      | Blushing Groom     | Freddy Head           | François Boutin        | Allen E. Paulson                  | French Stress      | Tay Wharf        | 1’37"20 |
| 1987  | Soviet Star        | France      | Nureyev            | Greville Starkey      | André Fabre            | Cheikh Mohammed                   | Noble Minstrel     | Glory Forever    | 1’36"20 |
| 1986  | Fast Topaze        | France      | Far North          | Cash Asmussen         | Georges Mikhalidès     | Mahmoud Fustok                    | Highest Honor      | Art Français     | 1’48"30 |
| 1985  | No Pass No Sale    | France      | Northfields        | Yves Saint-Martin     | Robert Collet          | Richard C. Strauss                | Candy Stripes      | Synéfos          | 1’38"10 |
| 1984  | Siberian Express   | France      | Caro               | Alfred Gibert         | André Fabre            | Mahmoud Fustok                    | Green Paradise     | Mendez           | 1’35"80 |
| 1983  | L'Emigrant         | France      | The Minstrel       | Cash Asmussen         | François Boutin        | Écurie Niarchos                   | Crystal Glitters   | Margouzed        | 1’46"30 |
| 1982  | Melyno             | France      | Nonoalco           | Yves Saint-Martin     | François Mathet        | Écurie Niarchos                   | Tampero            | Day is Done      | 1’38"60 |
| 1981  | Recitation         | Royaume-Uni | Elocutionist       | Greville Starkey      | Guy Harwood            | Anthony Bodie                     | Redoutable         | Cresta Rider     | 1’40"70 |
| 1980  | In Fijar           | France      | Bold Commander     | Georges Doleuze       | Mitri Saliba           | Mahmoud Fustok                    | Moorestyle         | Argument         | 1'38"40 |
| 1979  | Irish River        | France      | Riverman           | Maurice Philipperon   | John Cunnington, Jr    | Mme Raymond Adès                  | Sharpman           | Nadjar           | 1’39"80 |
| 1978  | Nishapour          | France      | Zeddaan            | Henri Samani          | François Mathet        | S.A. Aga Khan                     | Rusticaro          | Pyjama Hunt      | 1’46"10 |
| 1977  | Blushing Groom     | France      | Red God            | Henri Samani          | François Mathet        | S.A. Aga Khan                     | Pharly             | Hasty Reply      | 1’41"80 |
| 1976  | Red Lord           | France      | Red God            | Freddy Head           | Alec Head              | Jacques Wertheimer                | Roan Star          | Comeram          | 1’42"30 |
| 1975  | Green Dancer       | France      | Nijinsky           | Freddy Head           | Alec Head              | Jacques Wertheimer                | Condorcet          | Dandy Lute       | 1’39"30 |
| 1974  | Moulines           | France      | Kashmir II         | Maurice Philipperon   | Richard Carver         | Junzo Kashiyama                   | Mississipian       | Contraband       | 1’43"90 |
| 1973  | Kalamoun           | France      | Zeddaan            | Henri Samani          | François Mathet        | S.A. Aga Khan                     | Bally Game         | Satingo          | 1'41"80 |
| 1972  | Riverman           | France      | Never Bend         | Jean-Claude Desaint   | Alec Head              | Mme G. Wertheimer                 | Gift Card          | Daring Display   | 1'38"60 |
| 1971  | Zug                | France      | Nasram             | Jean-Claude Desaint   | John Cunnington        | William Hawn                      | Tarbes             | Breeders' Dream  | 1'37"60 |
| 1970  | Caro               | France      | Fortino            | Bill Williamson       | Albert Klimscha        | Comtesse Batthyany                | Breton             | Faraway Son      | 1'41"30 |

## Précédents vainqueurs
- 1840 - Giges
- 1841 - Fiammetta
- 1842 - Annetta
- 1843-44 - pas de course
- 1845 - Commodore Napier
- 1846 - Philip Shah
- 1847 - Tronquette
- 1848 - Gambetti
- 1849 - Expérience
- 1850 - Saint-Germain
- 1851 - First Born
- 1852 - Bounty
- 1853 - Moustique
- 1854 - Nancy
- 1855 - Monarque
- 1856 - Nat
- 1857 - Florin
- 1858 - Brocoli
- 1859 - Bakaloum
- 1860 - Gustave
- 1861 - Isabella
- 1862 - Stradella
- 1863 - Stentor
- 1864 - Baronella
- 1865 - Gontran
- 1866 - Puebla
- 1867 - Nicolet
- 1868 - Gouvernail
- 1869 - Consul
- 1870 - Valois
- 1871 - pas de course
- 1872 - Revigny
- 1873 - Sire
- 1874 - Novateur
- 1875 - Saint-Cyr
- 1876 - Enguerrande
- 1877 - Fontainebleau
- 1878 - Clémentine
- 1879 - Zut
- 1880 - Le Destrier
- 1881 - Prométhée
- 1882 - Barbe Bleu
- 1883 - Regain
- 1884 - Archiduc
- 1885 - Xaintrailles
- 1886 - Gamin
- 1887 - Brio
- 1888 - Reyezuelo
- 1889 - Phlégéthon
- 1890 - Heaume
- 1891 - Le Hardy
- 1892 - Fra Angelico
- 1893 - Le Nicham II
- 1894 - Beaujolais
- 1895 - Launay
- 1896 - Arreau
- 1897 - Indian Chief
- 1898 - Rodilard
- 1899 - Perth
- 1900 - Governor
- 1901 - Chéri
- 1902 - Retz
- 1903 - Vinicius
- 1904 - Gouvernant
- 1905 - Val d'Or
- 1906 - Eider
- 1907 - Ouadi Halfa
- 1908 - Monitor
- 1909 - Verdun
- 1910 - Sifflet
- 1911 - Lord Burgoyne
- 1912 - De Viris
- 1913 - Dagor
- 1914 - Listman
- 1915-18 - pas de course
- 1919 - McKinley
- 1920 - Pendennis
- 1921 - Le Traquet
- 1922 - Mont Blanc
- 1923 - Sir Gallahad III
- 1924 - Tapin
- 1925 - Faraway
- 1926 - Astérus
- 1927 - Fiterari
- 1928 - Dark Lantern
- 1929 - Vatout
- 1930 - Xandover
- 1931 - Indus
- 1932 - Le Bécau
- 1933 - Rodosto
- 1934 - Brantôme
- 1935 - Kant
- 1936 - Davout
- 1937 - Drap d'Or
- 1938 - Gaspillage
- 1939 - Mac Kann
- 1940 - Djebel
- 1941 - Panipat
- 1942 - Hexton
- 1943 - Dogat
- 1944 - Prince Bio
- 1945 - Mistral
- 1946 - Pactole
- 1947 - Tourment
- 1948 - Rigolo
- 1949 - Amour Drake
- 1950 - Tantième
- 1951 - Free Man
- 1952 - Guersant
- 1953 - Cobalt
- 1954 - Côte d'Or II
- 1955 - Klairon
- 1956 - Buisson Ardent
- 1957 - Tyrone
- 1958 - Près de Feu
- 1959 - Thymus
- 1960 - Mincio
- 1961 - Right Royal
- 1962 - Adamastor
- 1963 - Relko
- 1964 - Neptunus
- 1965 - Cambremont
- 1966 - Soleil
- 1967 - Blue Tom
- 1968 - Zeddaan
- 1969 - Don II